# Суй-тюркютские войны
Суй-тюркютские войны (кит. 隋與突厥之戰) — войны между государством (династией) Суй и тюркютами, продолжавшиеся с 581 по 602 годы и приведшие к ликвидации Тюркского каганата. 

## Первая война (581–583)
Монархии Северных династий постоянно откупались от набегов кочевников даню и заключением браков. Во второй половине 70-х годов среди тюркютской знати начались внутренние раздоры, и великому хану Шаболио пришлось разделить страну на четыре удела, чем воспользовалась только что пришедшая к власти в феврале 581 года династия Суй, которая сократила объём дани, а также запретила вывоз шёлка. Принцесса Северной Чжоу, жена Шаболио, не желала видеть, как трон династии Чжоу узурпировал военачальник Ян Цзянь, ликвидировавший саму династию и основавший свою династию по именем Суй, и она неоднократно призывала Шаболио послать войска, чтобы отомстить за династию Чжоу. Новой династией был недоволен и правитель пограничного района Инчжоу Гао Баонин, сторонник низвергнутой династии Ци, который летом 582 года выступил против империи Суй. Одновременно его союзники тюркюты, перебросив все свои силы через Гоби, ворвались в северный Китай.
Китайские пограничные войска были разбиты и укрылись за Великой стеной. Тюркюты форсировали её через проходы Мухя и Шиминь, в Ганьсу, и занялись грабежом шести богатых областей северо-западного Китая. Одновременно с тюркютами выступили тогоны, но их набег на Лянчжоу был отражён, и их дальнейшие действия свелись к пограничным стычкам.
Импеатор Ян Цзянь объявил мобилизацию всех сил империи, но набранная армия была малоподвижна, большая часть её состояла из пехоты, на вооружении были боевые колесницы, а конница составляла ничтожное количество. Несмотря на это, в июне суйский военачальник Ли Хуан разгромил тюркютскую армию в Майи (ныне город Шуочжоу, провинция Шаньси). Другой суйский военачальник Дакси Чангру, имевший под своим началом 3 000 человек, столкнулся с главными силами самого Шаболио, имевшим более 100 000 воинов. Суйский отряд сформировал «строй черепахи» и стал отражать атаки конницы противника со всех сторон. Ожесточенное сражение продолжалось три дня подряд; китайцы отбили 14 атак и заставили отступить тюркютов. В этом ожесточенном сражении погибло более 10 000 тюркютов; отряд Дакси Чангру потерял от 70% до 80% своих солдат (около 2100–2400 человек убитыми).
На северо-западе, в Ланьчжоу, тюркюты потерпели поражение от суйского генерала Хэ Лоуцзигана, но успешно разгромили суйских военачальников в сражениях при Линьтао (ныне уезд Линьтао, провинция Ганьсу) и Биньчжоу (ныне к югу от уезда Бинь, провинция Шэньси). В конце 582 года китайцам удалось отразить тюркютов, а их посол-лазутчик Чжансунь Шэн сумел посеять зерно раздора между тюркютскими ханами. Кара-Чурин Тардуш-хан, сильнейший из удельных князей, заключил сепаратный мир и вывел войска из Китая.
В начале 583 года тюркюты глубоко проникли в район Юнчжоу и разграбила шесть уездов в Лунси и северной части Шэньси. Лето принесло китайцам облегчение: тогоны, напавшие на Линтао, были наголову разбиты, а затем суйские военачальники начали контрнаступление. Выступившая из Шуочжоу (ныне уезд Шо, Шаньси) армия Ян Шуана столкнулась с Шаболио в Байдао (ныне к северо-западу от Хух-Хото, Внутренняя Монголия). 5000 отборных кавалеристов начали внезапную атаку, когда тюркютское войско еще не сформировало свой боевой порядок. Кочевники потерпели тяжелое поражение, большинство воинов погибло. Сам Шаболио сбросил свои доспехи и шлем и бежал. Другой военачальник, Ян Хун, двинувшийся из Линчжоу (ныне юго-запад Лину, Нинся), разгромил другие отряды тюркютов. Инь Шоу, губернатор Ючжоу, вышедший с перевала Лулун (ныне район Сифэнкоу в провинции Хэбэй), разгромил Гао Баонина и вернул себе район Хэлун (ныне Чаоян, провинция Ляонин). Гао Баонин был убит своими подчиненными.
В мае суйский военачальник Доу Жундин во главе 30 000 человек выступил из Лянчжоу (ныне Увэй, Ганьсу) и разгромил Або-хана в битве при Гаоюэюане (ныне северо-западнее Миньциня, Ганьсу). Чжансунь Шэн воспользовался поражением Або-хана и уговорил его подчиниться Суй. Из-за измены Або-хана Шаболио пришлось повести свои войска обратно на север. В августе военачальники Гао Цзо и Юй Цинцзе атаковали тюркютов с двух направлений: от Нинчжоу и от Юаньчжоу.
Борьба против Або-хана и измены других ханов заставили Шаболио осенью 584 года запросить мира. Он признал себя вассалом династии Суй, заявив, что «нет двух солнц на небе, нет двух королей на земле, и император Великой династии Суй является истинным императором».

## Вторая война (598–599)
Тюркютская держава в 90-х годах VI века продолжала оставаться внутренне крепкой и грозной для соседей, поэтому сильное китайское правительство династии Суй не могло допустить консолидации кочевников. Одним из способов ослабления каганата стали посылки лазутчиков, которые, оставаясь нераскрытыми, устраивали заговоры и вносили сумятицу в ряды тюркютов. Основным противником китайцев стал двоюродный дед верховного хана Дуланя Кара-Чурин-Тюрк (он же Дяньгу или Дату-хан), фактический правитель тюркютов.
Когда тюркюты в 597 году произвели набег на границу, суйское правительство отправило войска под командованием принца Ян Яня на север. Войска действовали по трём направлениям: из Шочжоу, Линчжоу и Биньчжоу.
Первые столкновения зимой 598 были удачны для китайцев. Военачальник Чжао Чжунцин во главе 3000 суйских солдат в семидневном сражении возле Вэйчжоу (ныне уезд Вэйсянь провинции Хэбэй)  разгромил тюркютов и захватил в плен более 1000 человек, а затем, построив свои силы в каре, продолжил наступление, в течение пяти дней отбивая атаки противника. Подошли войска другого китайского военачальника, Гао Цзо, и обе армии атаковали тюркютов с двух сторон, заставив Дулан-хана отступить.
Летом 599 года китайские военачальники Гао Фань и Ян Су столкнулись с Кара-Чурином и разбили его в сражении в результате удачно проведённой контратаки конницы, расстроившей боевые порядки тюркютов, и подкреплённой атакой численно превосходящей пехоты. Сам Кара-Чурин был ранен и бежал.
После поражений Дулань-хан, впавший в состояние крайнего нервного возбуждения, был убит в своей палатке. Кара-Чурин-Тюрк «сам объявил себя ханом».

## Третья война (600–603)
Кара-Чурин-Тюрк принял титул Богю-хан, т.е. герой. Положение нового хана было чрезвычайно трудным. Он воцарился вопреки закону о престолонаследии и тем самым дал всем своим недругам мощное оружие — лозунг: «Борьба против узурпатора». Китайские агенты проникли в степи и начали подбивать на восстание телеские племена.
В апреле 600 года Кара-Чурин-Тюрк вновь повел свою армию на вторжение. Суйские армии Ян Гуана и Ян Су двинулись на север, чтобы встретиться с тюркютами в битве. По совету Чжансунь Шэна китайцы отравили источники в зоне военных действий. Тюркюты подумали, что это злая вода, посланная с неба, чтобы уничтожить их, поэтому они в темноте отвели свои войска. Генерал Сунь Шэн воспользовался возможностью, чтобы преследовать и уничтожил более 1000 из них. Из-за агитации и неудач многие тюркютские старейшины начали перебегать к изменнику Жангару, претенденту на титул кагана.
Кара-Чурин был ещё силен. В январе 601 года он снова вторгся в Китай и разбил армию генерала Хань Хуна. Другой отряд тюркютов разгромил кочевья Жангара и увёл людей и скот. Спешно снаряженная китайская армия отбила у тюркютов добычу, но не могла помешать новому набегу. В марте 602 года тюркютский вождь Силичджин переправился через Хуанхэ и разбил Циминь-хана (Жангара), захватив более 6000 пленных и более 200 000 голов скота. Суйский генерал Ян Су повел свои войска в погоню и, воспользовавшись отдыхом тюркской армии, разбил Силичжина и вернул всех людей и скот.
Однако агенты Жангара, посланные им по приказанию Чжансунь Шэна, возмутили телесцев против тюркютского хана. За оружие взялись десять племён, среди которых были не только телесцы, но и абары. Восстание охватило колоссальную территорию: от Селенги на северо-востоке до Тянь-Шаня на юго-западе. Кара-Чурин оказался отрезанным от своего наследственного удела, и восточные тюркюты, увидя его критическое положение, разбежались, покинув своего хана в беде, а татабы предложили покорность Китаю. Кара-Чурин бежал в Тогон и там был убит тибетцами. Когда же Чжансунь Шэн торжественно привёл в степь Жангара и как законного наследника объявил его ханом, то сопротивляться было некому. Великая Тюркская империя полностью рухнула.